# Mydaea palpalis
Mydaea palpalis este o specie de muște din genul Mydaea, familia Muscidae, descrisă de Stein în anul 1916. Conform Catalogue of Life specia Mydaea palpalis nu are subspecii cunoscute.